# Kaiserliches Postamt Bad Homburg

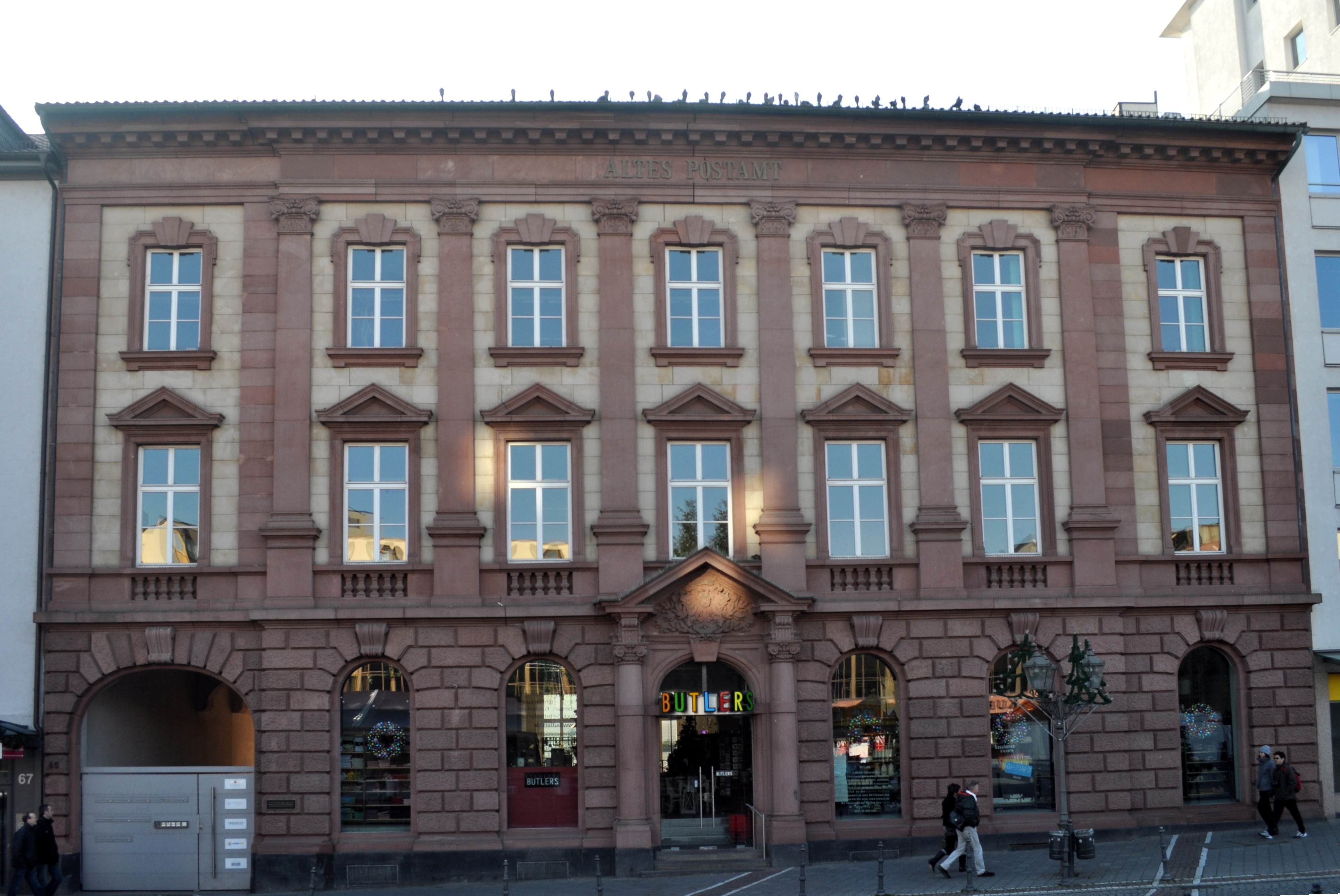
Kaiserliches Postamt Bad Homburg 2011 mit Butlers-Filiale

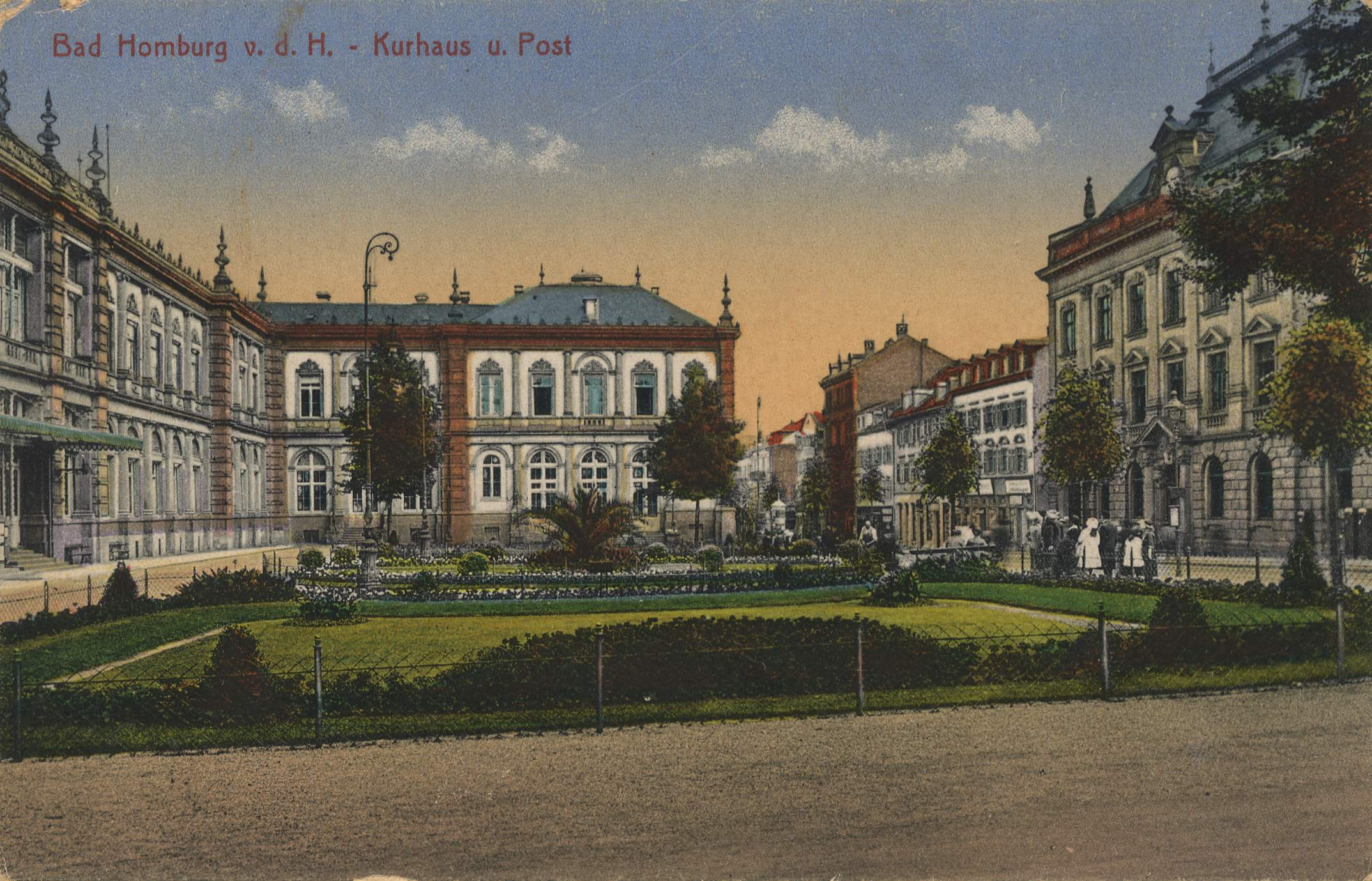
Kaiserliches Postamt Bad Homburg um 1900 (rechts im Bild)

Das Kaiserliche Postamt Bad Homburg ist ein 1893 eingeweihtes denkmalgeschütztes Gebäude in der Louisenstraße 65 in Bad Homburg vor der Höhe, das bis 1972 als Postamt genutzt wurde.
Nachdem das vorherige angemietete Postgebäude Louisenstraße 70 zu klein geworden war (von 1876 bis 1889 war beispielsweise die Zahl der Pakete um 86 % gestiegen), besuchte Generalpostdirektor Heinrich von Stephan im Jahr 1886 die Kurstadt, um verschiedene Gebäude zu besichtigen, die als neues Postamt in Frage kamen. Favorit war das 1884 bezogene Rathaus der Stadt, das ehemalige Hotel „Hessischer Hof“. Nachdem sich diese Pläne zerschlagen hatten, erwarb die Kaiserliche Post 1890 den „Europäischen Hof“, ein Hotel in der Louisenstraße 65, für 130.000 Mark. Der „Europäische Hof“ wurde abgerissen und 1891 bis 1893 das Postamt gebaut.
Der Bau erfolgte gemäß einem Entwurf des Regierungsbaumeisters Max Ludewig direkt gegenüber dem zweiten Kurhaus. Der Repräsentativbau in einer Mischung aus Renaissance und Barock ist klassischen Palastfassaden nachempfunden und spiegelt den Geschmack der wilhelminischen Ära. Die Luftangriffe vom Donnerstag, dem 8. März 1945 führten zum Verlust von Walmdach und Frontispiz.
1972 bezog die Post ihr neues Gebäude am Bahnhof. Nachdem das alte Haus von der Einzelhandelskette Butlers genutzt wurde, zog 2022 die Taunus Sparkasse ein.